# هيروشي نوما
هيروشي نوما (باليابانية: 野間宏) (23 فبراير 1915، كوبه في اليابان - 2 يناير 1991، طوكيو في اليابان)؛ شاعر، كاتب وروائي ياباني. درس في جامعة كيوتو.

## الجوائز
- جائزة لوتس للأدب

## روابط خارجية
- هيروشي نوما على موقع الموسوعة البريطانية (الإنجليزية)